# Коверино (Владимирская область)
Коверино — село в Камешковском районе Владимирской области России, входит в состав Сергеихинского муниципального образования.

## География
Село расположено в 14 км на юго-восток от центра поселения деревни Сергеиха и в 5 км на запад от райцентра Камешково. В старых источниках: «Село Коверино (Воскресенское тож) при речке Кирумяше находится в 43 вер. от Владимира».

## История

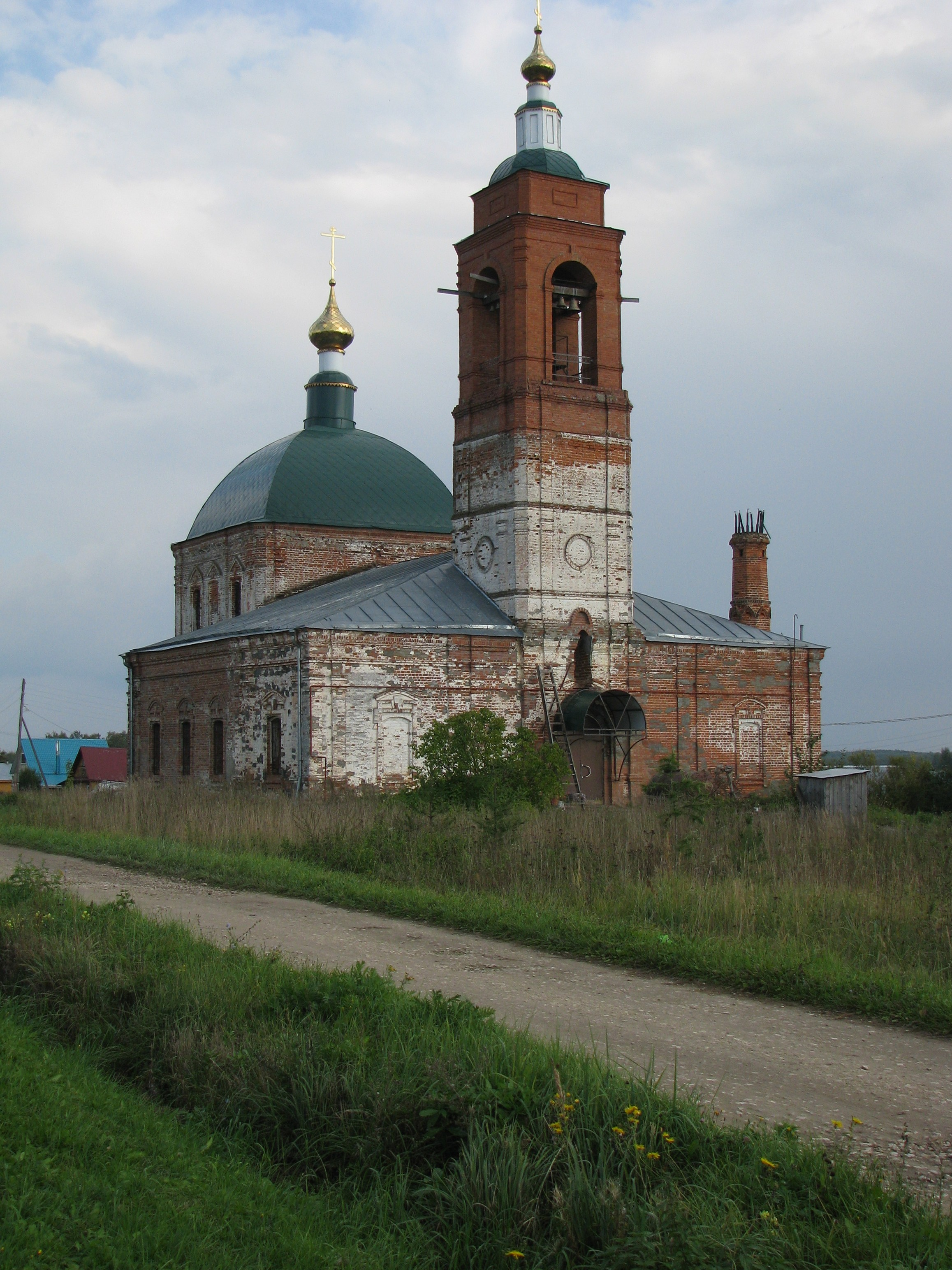
Церковь Воздвижения Креста Господня. 2021 год

До конца XVII века в селе Воскресенском находилась деревянная церковь в честь Воскресения Христова, сгоревшая при пожаре. В 1730 году местный помещик князь Александр Иванович Вяземский подал в казённый Синодальный приказ прошение и получил разрешение на возобновление церкви. В 1732 году новый деревянный храм был построен, а 14 октября 1733 года освящен во имя Обновления храма Воскресения Христова протопопом Владимирского Успенского собора Яковом Головашкиным. В 1790-х годах обветшавшая деревянная церковь села Коверино была заменена новым каменным храмом.
Среди наиболее значительных жертвователей на строительство каменной церкви был гвардии капитан-поручик князь Егор Александрович Вяземский, сын строителя деревянной церкви. В каменной церкви села Коверино было три престола: в холодном, летнем храме в честь Воздвижения Честного Животворящего Креста Господня и в тёплых приделах — в честь Боголюбивой Божией Матери и во имя Святого великомученика Георгия Победоносца. В то время в селе Коверино по межевым планам значилось 703 десятины пахотной земли — песчаной, а местами каменистой, из них 30 десятин при церкви (а также 1500 квадратных сажен усадебной земли и 3 десятины сенокосов).
В XIX веке Коверино было довольно крупным селом: так, в 1873 году там проживали 1227 человек, а в 1904 году численность населения составляла 892 жителя в 111 дворах. При этом скотины было сравнительно немного: в 1878 году в Коверино насчитывалось лишь 80 лошадей, 100 коров и примерно столько же овец. Недостаток в лесе — как строевом, так и дровяном — компенсировался покупками в соседнем Ковровском уезде.
В конце XIX — начале XX века село входило в состав Макарихинской волости Владимирского уезда.
В марте 1965 года в селе Коверино на базе колхозов «Непобедимый пролетарий» и «40 лет Октября» создан совхоз «Искра» молочно-мясного направления с площадью сельхозугодий 5450 га. В советское время и до 2005 года село являлось центром Коверинского сельсовета (с 1998 года — сельского округа).

## Население
| 1859 | 1897 | 1905 | 1926 | 2002 | 2010 | 2021 |
| ---- | ---- | ---- | ---- | ---- | ---- | ---- |
| 412  | ↗710 | ↗892 | ↘874 | ↘506 | ↘434 | ↗435 |

## Современное состояние
В селе имеются Дом культуры, Коверинская начальная общеобразовательная школа, детский сад «Искорка», фельдшерско-акушерский пункт.

## Достопримечательности
В селе находится действующий храм Воздвижения Креста Господня (1791). 15 октября 2010 года передан Владимирской епархии Русской православной церкви в бессрочное безвозмездное пользование.